# Nery Ortiz
Nery Ortiz (16 de março de 1973) é um ex-futebolista paraguaio que atuava como defensor.

## Carreira
Nery Ortiz integrou a Seleção Paraguaia de Futebol na Copa América de 1995.